# スター・アカデミー

スター・アカデミーが放送されている国・地域

スター・アカデミー（Star Academy）はオランダのテレビ製作会社エンデモルが製作するリアリティ番組シリーズの一。

## 概要
元祖は2001年にTVEで放送されたOperación Triunfoで、番組内容は｢ザ・アカデミー｣と呼ばれる全寮制の学校が舞台で、毎回レッスンしながら、生放送でパフォーマンスを行う。イギリスで放送されたポップアイドルとほぼ似ている。本家スペインは2006年の第5シリーズで終了されている。
「スター・アカデミー」という番組名が初めて使われたのは、2001年のフランス版の放送。